# Backwaters

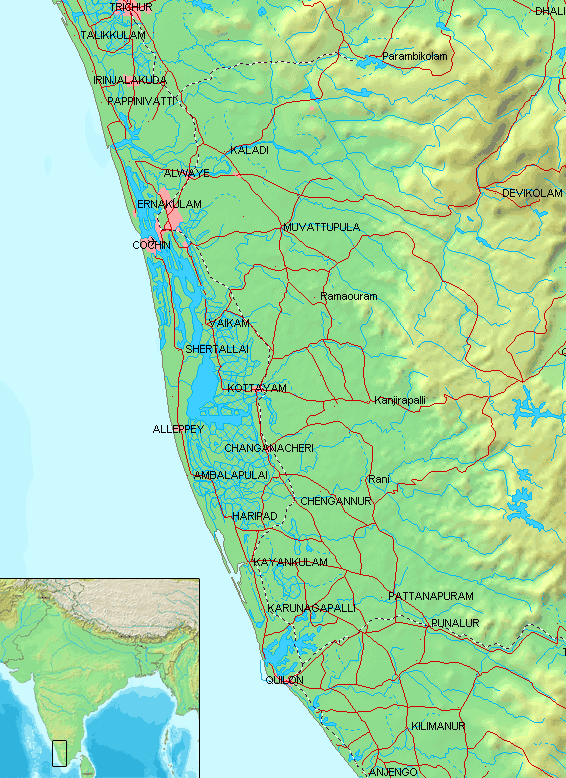
Mappa delle Backwaters del Kerala

Le backwaters del Kerala sono una rete di laghi e lagune salmastre collocate parallelamente alla costa del Mare Arabico (nota anche come costa di Malabar) nello Stato del Kerala, nel sud dell'India. 
La rete comprende cinque grandi laghi collegati da canali, sia naturali che artificiali, alimentati da 38 fiumi, e si estende per un'area che copre la metà della lunghezza dello Stato del Kerala. Le backwaters sono formate dall'azione delle correnti che hanno creato basse isole di barriera tra il mare e le foci dei fiumi che scendono dalla catena montuosa dei Ghati occidentali. 
Le backwaters sono composte da un vasto reticolo di canali interconnessi, un sistema labirintico di più di 900 km di corsi d'acqua, paragonabili al bayou americano. All'interno di questo ecosistema vi sono alcune città e villaggi che fungono da punti di partenza per le numerose crociere che solcano le acque delle backwaters, utilizzando sovente le caratteristiche imbarcazioni dette Kettuvallam. Tra le città bagnate dalle backwaters vi sono Alappuzha (la "Venezia d'Oriente"), Kottayam e il porto di Kochi.

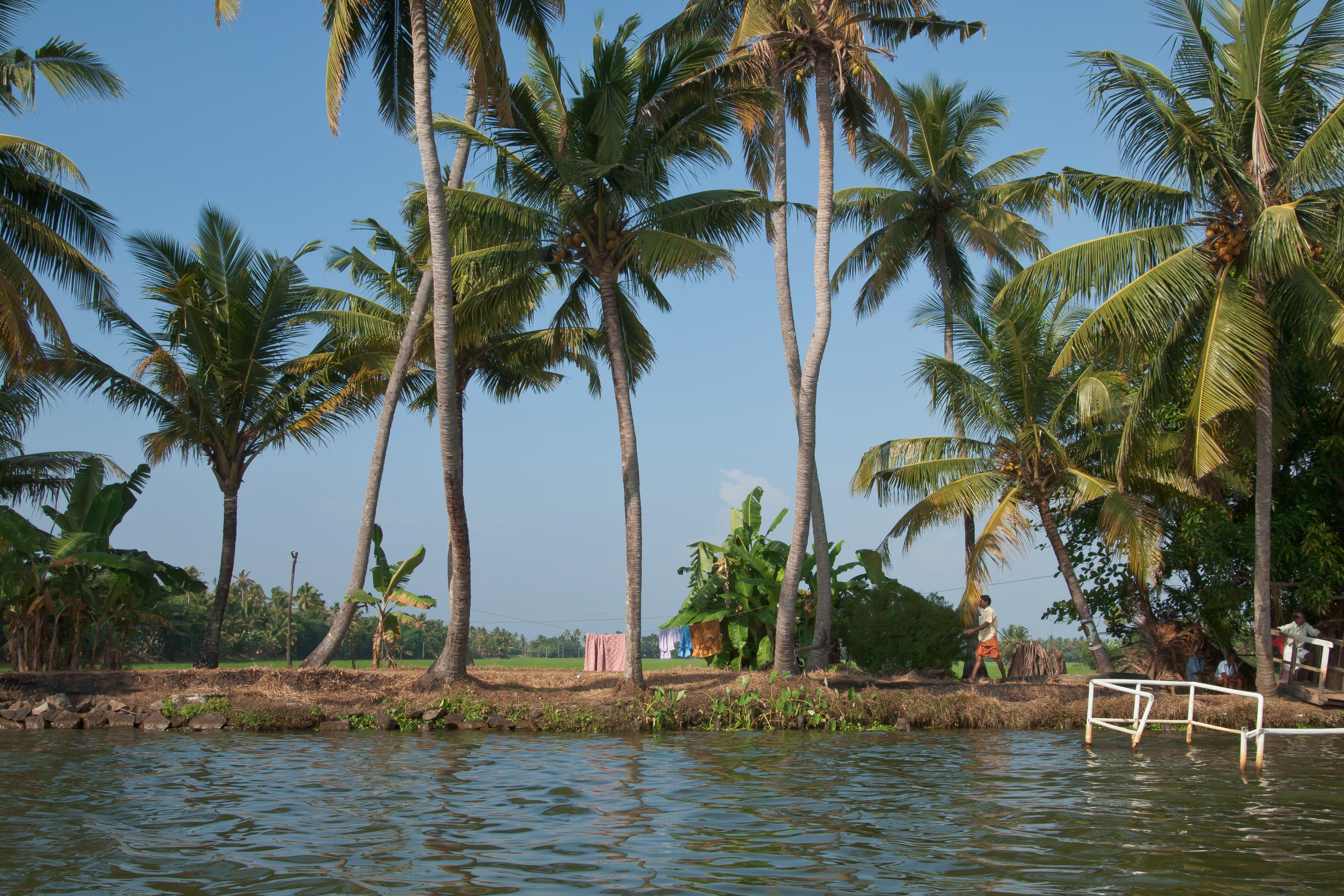
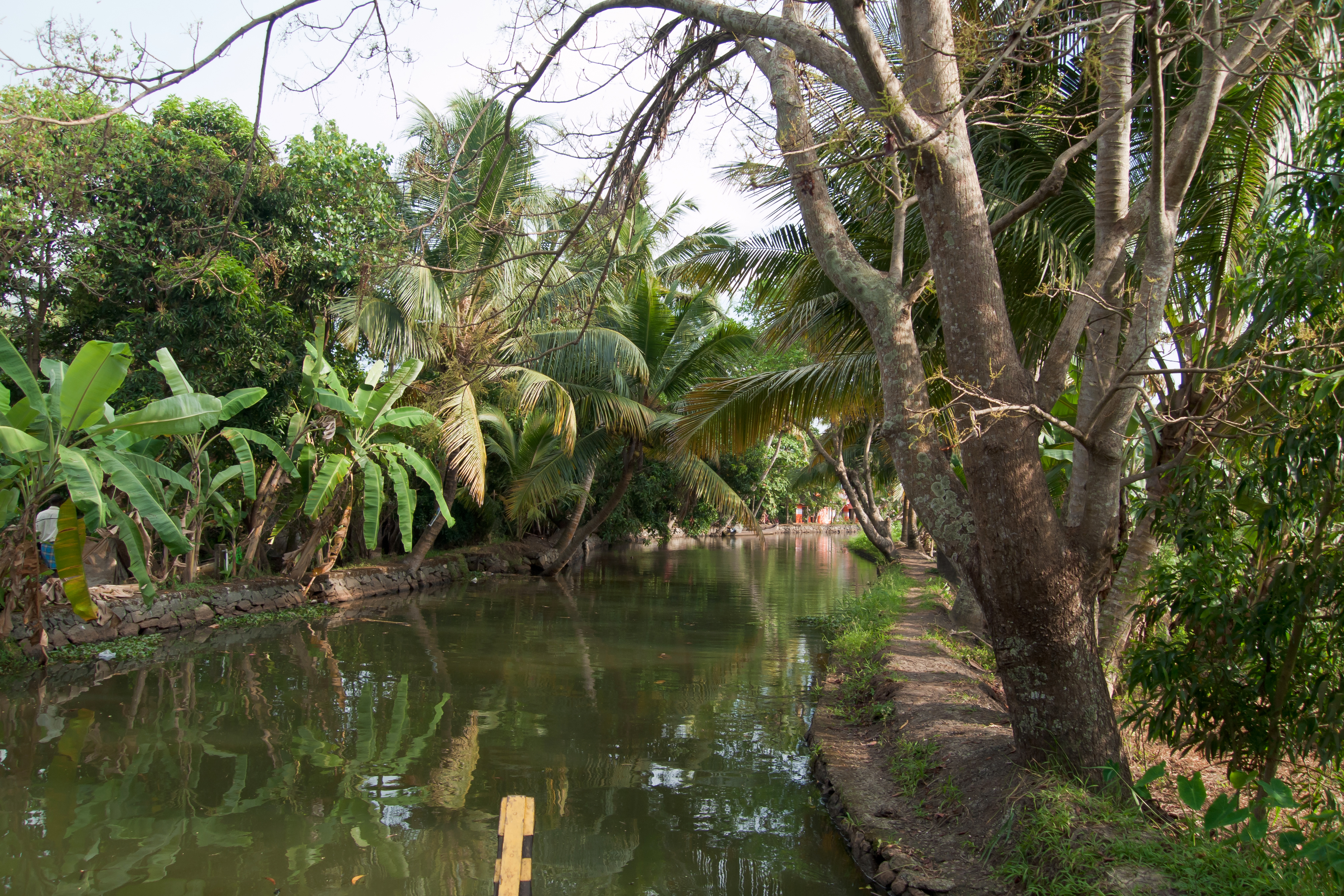
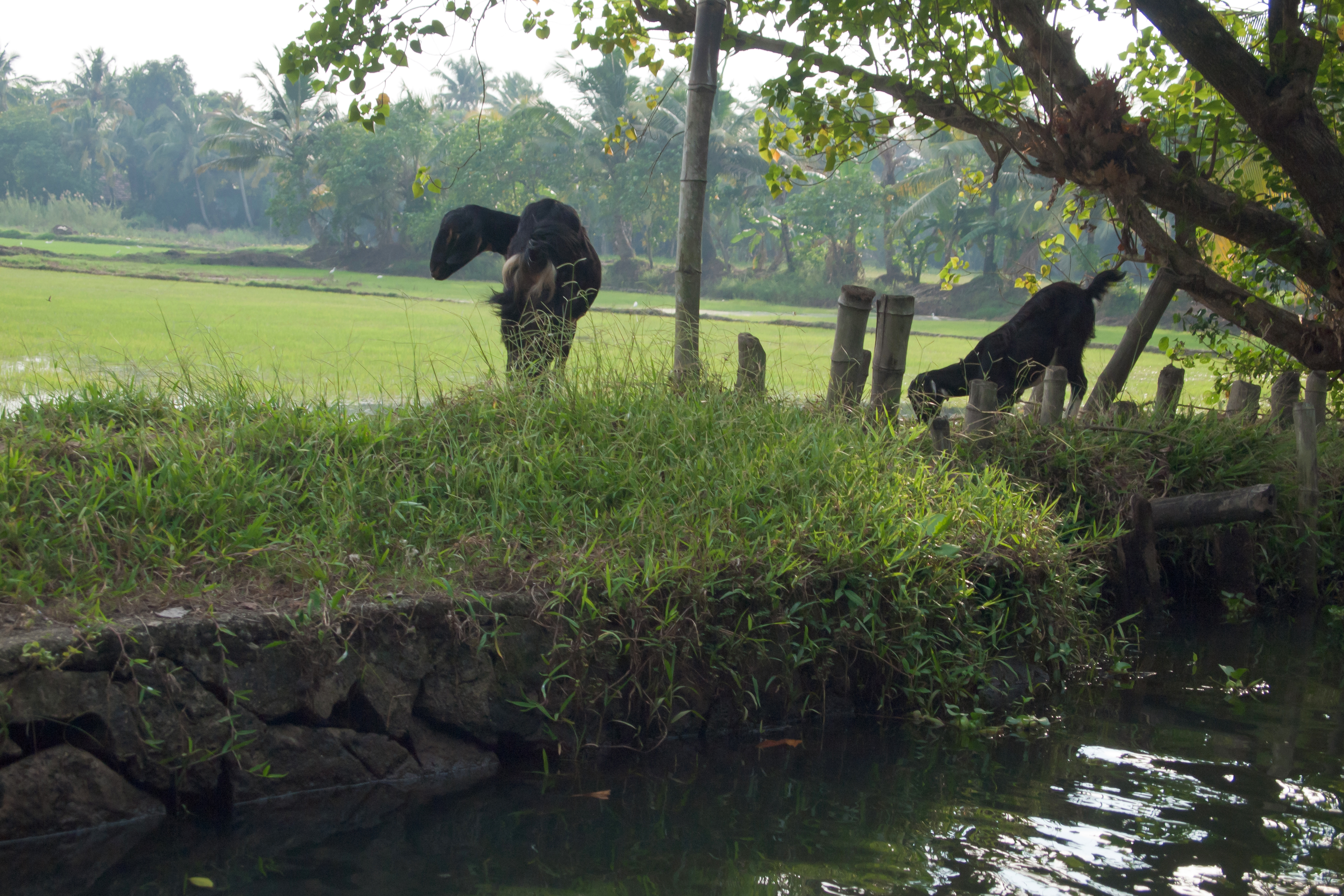
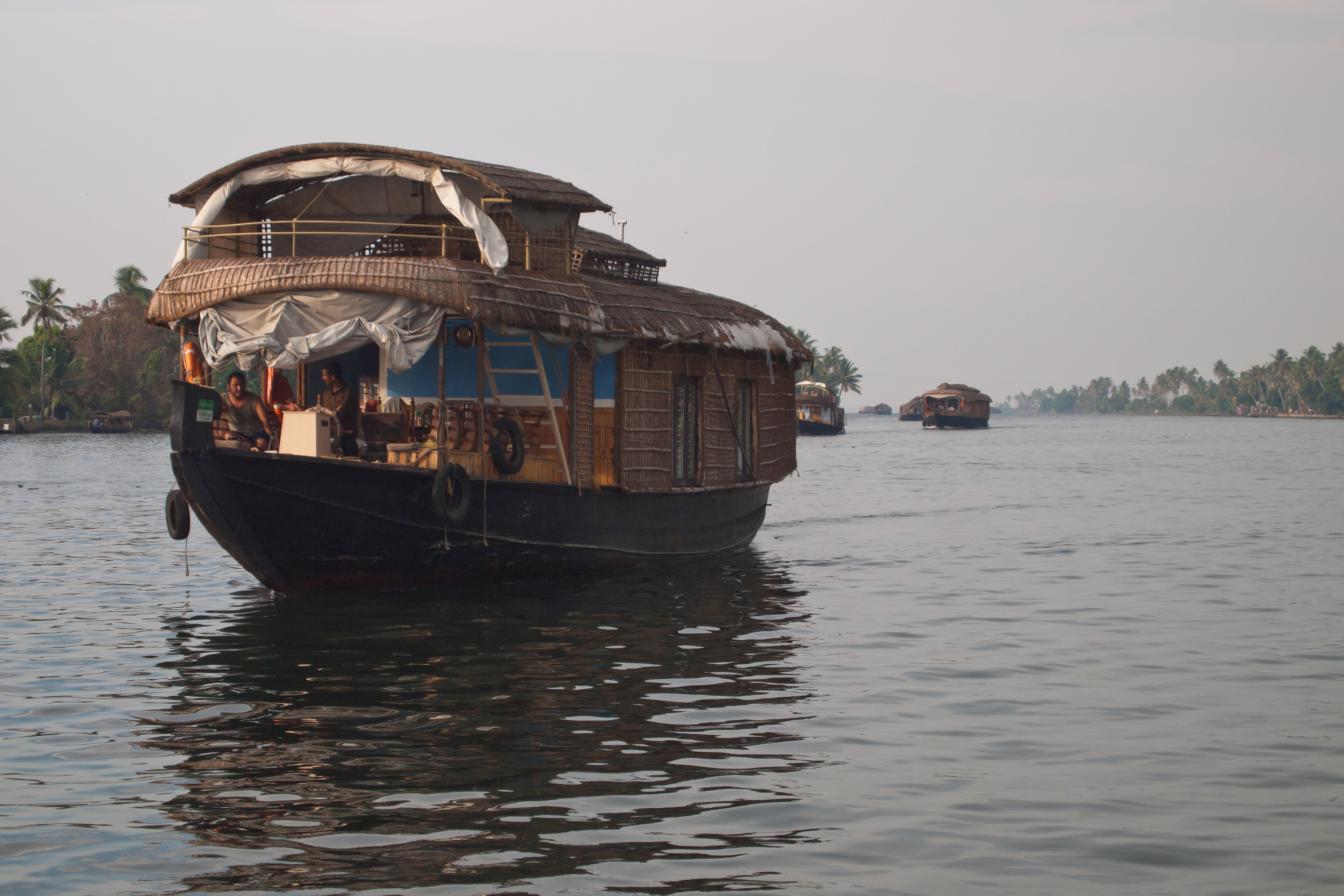
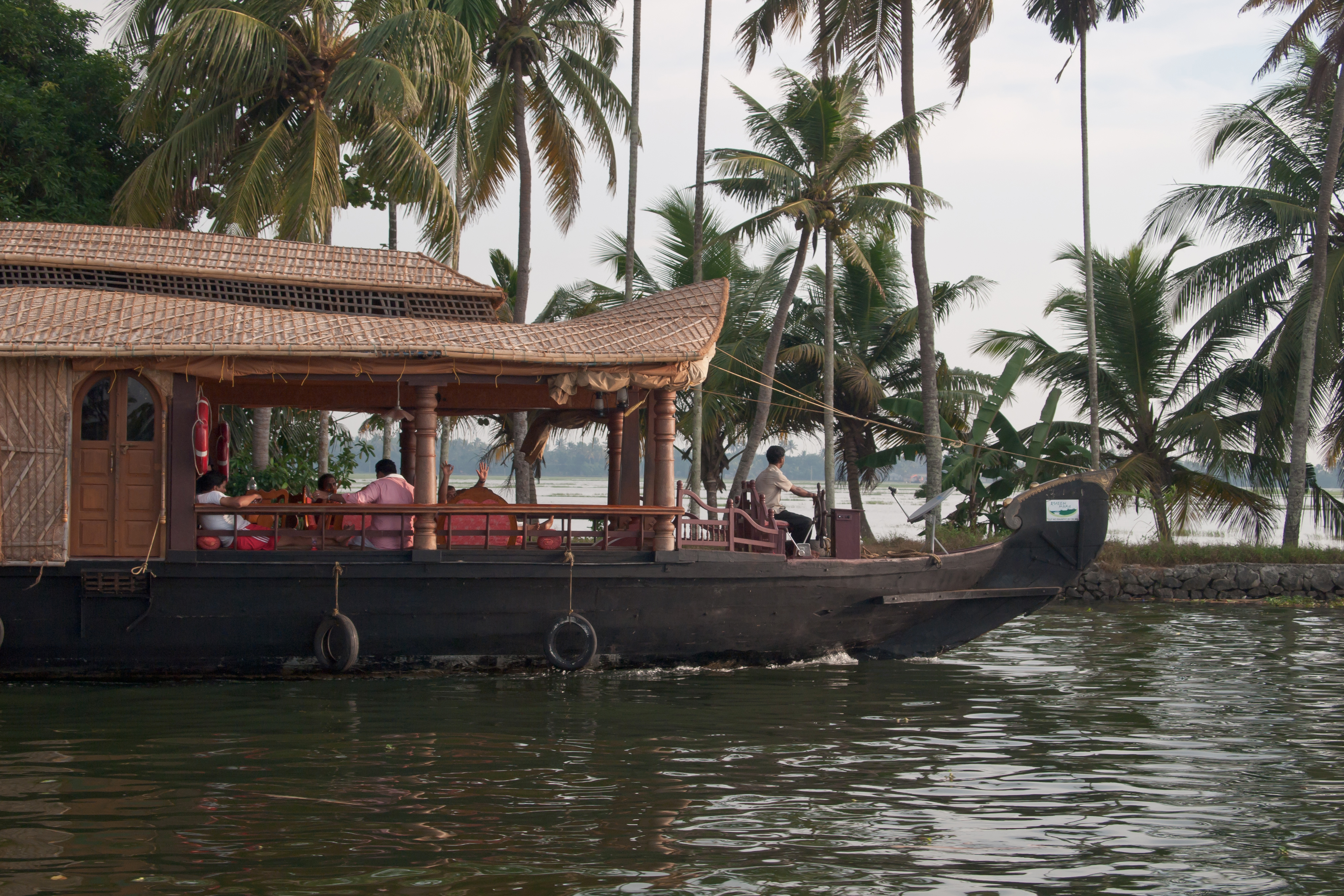